# Preunic
Preunic es una empresa chilena que se enfoca y comercializa productos de belleza, hogar, cuidado personal, juguetería y librería.

## Historia
Los orígenes de Preunic se remontan a 1930, año en que Rafael Abuhadba Gattás, su fundador, decide abrir una paquetería en la ciudad de Antofagasta, llamada La Jardinera. En 1940, Rafael Abuhadba se trasladó a Santiago instalando "La Casa Abuhadba", un innovador concepto de tienda que poco a poco fue incorporando la perfumería, categoría que más tarde se transformó en una de las principales áreas de negocio de la empresa.

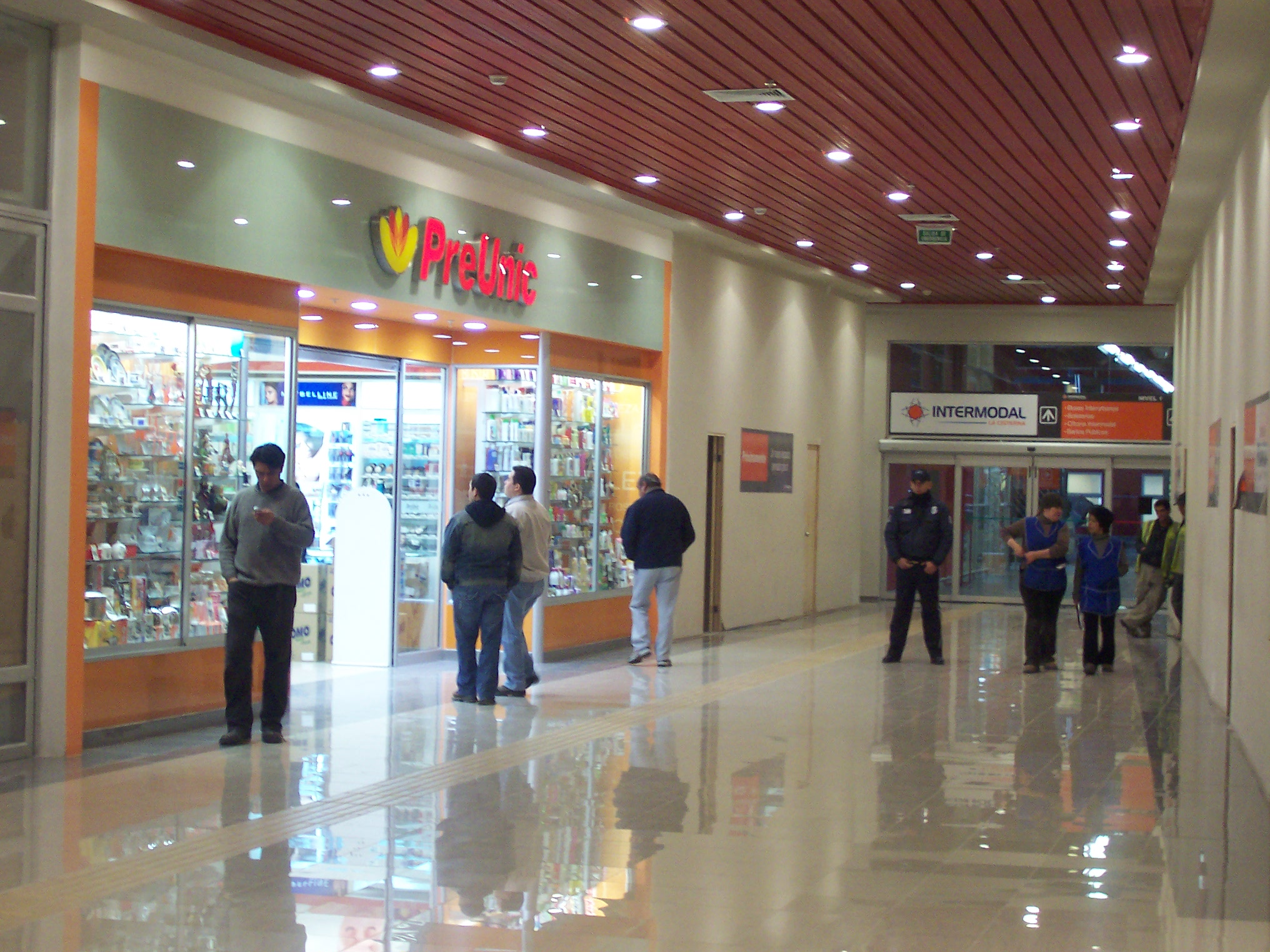
Tienda de Preunic ubicada en la Estación Intermodal La Cisterna en 2007, mostrando el logotipo antiguo de la empresa.

En los años 1980 y con el objetivo de centralizar la compra, la empresa decide construir su edificio corporativo en la calle Alameda 877, junto con ello se pone en marcha un fuerte plan de expansión para aumentar su participación en el retail nacional.
En 1993 la empresa construye una central de distribución, con más de 9000 mt2 ubicado en un parque industrial en Pudahuel, cerca de la intersección de Américo Vespucio y la Ruta 68.
Preunic cuenta con tiendas desde Arica a Punta Arenas, más de 1500 empleados, una oferta mayor a 20.000 productos y un millón quinientas mil visitas mensuales en sus tiendas.
En 2012 Preunic se fusionó junto con la cadena de farmacias Salcobrand, de la familia Yarur conformando el holding Empresas SB, aunque manteniendo el control de cada empresa en sociedades separadas.